# 馬克思區

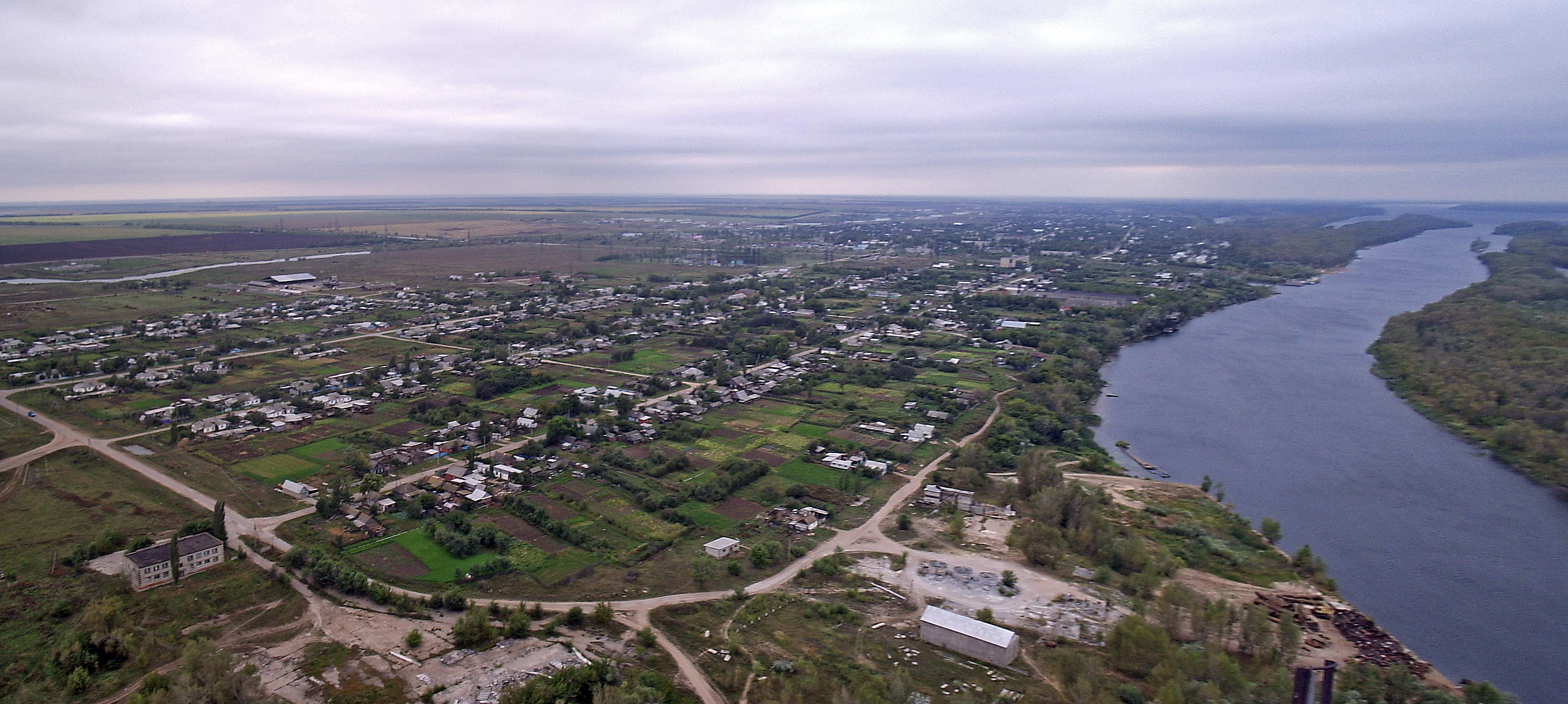

51°41′N 46°46′E / 51.683°N 46.767°E
馬克思區（俄语：Марксовский район），是俄羅斯的一個區，位於該國西南部，由薩拉托夫州負責管轄，面積2,900平方公里，2010年人口33,719，人口密度每平方公里11.63人。